# Franz Krenn (Komponist)

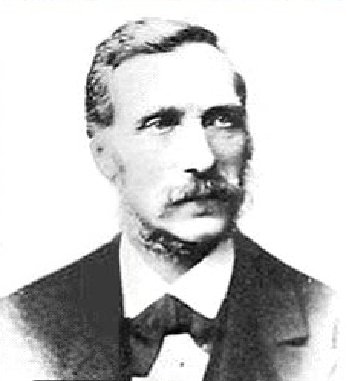
Franz Krenn

Franz Krenn (* 26. Februar 1816 in Droß; † 18. Juni 1897 in St. Andrä-Wördern) war ein österreichischer Komponist.

## Leben
Geboren in Droß (Bez. Krems) als Sohn eines Schullehrers, erhielt er seinen ersten Musikunterricht von seinem Vater, später wurde er von seinem Onkel, einem Schüler Joseph Preindls, und vom Pfarrer seines Heimatortes unterrichtet. Nach Abschluss des pädagogischen Kurses in Krems war er zunächst Schulgehilfe in Weikersdorf, ging aber 1834 nach Wien, wo er bei Ignaz von Seyfried Komposition studierte und einige Jahre als Klavierlehrer von Hofsängerknaben tätig war.
Ab 1844 hatte er mehrere Organistenposten inne, 1862 wurde er Kapellmeister an der Michaelerkirche, die er in Folge zu einem Zentrum des Cäcilianismus machte. 1869 erhielt er neben Anton Bruckner die Professur für Harmonielehre, Kontrapunkt und Komposition am Konservatorium der Gesellschaft der Musikfreunde in Wien, wo er bis 1891 wirkte.
Der Komponist Franz Krenn unterrichtete als Professor am Konservatorium zahlreiche bedeutende Musiker, darunter Gustav Mahler, Hans Rott, Mathilde Kralik, Leoš Janáček, Adolf Wallnöfer, Hugo Wolf, Ciprian Porumbescu und Alexander Zemlinsky.
Franz Krenn ist Vater des Malers Edmund Krenn (1845–1902). Eine Gedenktafel für Franz Krenn befindet sich am Michaelerplatz 6 in Wien.

## Werke
Krenns überaus umfangreiches Werk umfasst 29 Messen, die zwei Oratorien Bonifazius und Die vier letzten Dinge, ein Requiem und ein Te Deum, Kantaten, kleinere Kirchenkompositionen, eine Symphonie in g-Moll (komponiert 1850), Streich- und Klavierquartette, Orgel- und Klavierstücke, weiters eine Orgelschule (1845), eine Schulgesanglehre sowie eine Musik- und Harmonielehre (1890).